# Загорський (Новокузнецький район)
Заго́рський (рос. Загорский) — селище у складі Новокузнецького району Кемеровської області, Росія. Адміністративний центр Загорського сільського поселення.

## Населення
Населення — 1632 особи (2010; 1492 у 2002).
Національний склад (станом на 2002 рік):
- росіяни — 92 %